# Hirotsu Ryurō
Naoto Hirotsu (広津 直人 Hirotsu Naoto?,  Nagasaki, Provincia de Hizen, Japón, 15 de julio de 1861 - Ōmori, Prefectura de Tokio, 27 de octubre de 1928), mejor conocido bajo su seudónimo de Hirotsu Ryūrō (広津 柳浪?), fue un novelista japonés, activo durante la era Meiji. Hirotsu fue pionero de la literatura trágica japonesa.

## Biografía

### Primeros años
Hirotsu nació en Nagasaki, provincia de Hizen —hoy en día la prefectura de Nagasaki—, como el segundo hijo de una familia de samuráis perteneciente al clan Kurume. Su padre, Shunzō, era médico y se encontraba en Nagasaki estudiando medicina occidental en el momento de la Restauración Meiji. Bajo el nuevo gobierno Meiji, su padre se convirtió en diplomático y participó en el Seikanron (un importante debate político sobre la invasión a Corea que tuvo lugar en 1873).
En 1874, Hirotsu fue enviado a Tokio para aprender alemán y posteriormente se inscribió en la escuela médica de la Universidad de Tokio, pero abandonó sus estudios sin graduarse en 1877. Al año siguiente, por invitación de Tomoatsu Godai, un amigo de su padre, se trasladó a Osaka y obtuvo un puesto como burócrata en el Ministerio de Agricultura y Comercio entre 1881-1885. Alrededor de este período, Hirotsu leyó la obra de literatura clásica china A la orilla del agua y la novela de fantasía japonesa Nansō Satomi Hakkenden de Kyokutei Bakin. Estas obras, combinadas con la muerte de su padre, formaron un punto de inflexión en su vida, por lo que Hirotsu decidió abandonar su carrera en el gobierno para dedicarse a ser escritor.

### Carrera literaria
En su carrera como escritor, Hirotsu adoptó el seudónimo de Hirotsu Ryūrō. En 1895, publicó dos novelas que le permitieron alcanzar el reconocimiento literario: Hemeden y Kurotogake. Las obras fueron las primeras de un nuevo género en la literatura japonesa, la "novela trágica", género que el mismo Hirotsu creó e impulsó en el país. Fuertemente influenciado por la escritura gesaku del período Edo, sus historias albergan acontecimientos improbable o increíbles, melodramas y romanticismo. Sus tramas se caracterizan por una progresión inexorable del protagonista a través de una serie de experiencias patéticas y miserables hacia la destrucción dictadas por un destino inflexible. Su trabajo más famoso, Imado Shinju (Suicidio doble en Imado), fue publicado en 1896. En 1899, Hirotsu conoció a Ozaki Kōyō y se unió a su grupo literario, el Ken'yusha.
Ryūrō se retiró de la escritura en 1908, y murió de un ataque al corazón en 1928. Su tumba está ubicada en el cementerio de Yanaka en Tokio. El escritor Kazuo Hirotsu es uno de sus hijos.